# Оджалия
Оджалия или Ходжали (на македонска литературна норма: Оџалија) е село в централната източна част на Северна Македония, община Карбинци.

## География
Селото е разположено в планината Плачковица.

## История
В XIX век Оджалия е село в Щипска кааза на Османската империя. Според статистиката на Васил Кънчов („Македония. Етнография и статистика“) от 1900 година Ходжали има 60 жители, всички турци.
Според Димитър Гаджанов в 1916 година в Оджаклий живеят 116 турци.